# Valjunquera
Valjunquera – gmina w Hiszpanii, w prowincji Teruel, w Aragonii, o powierzchni 41,84 km². W 2011 roku gmina liczyła 386 mieszkańców.